# Валяння
Валяння (або валка) — виготовлення вовняних виробів та їх ущільнення способом зчеплення і переплетення між собою волокон вовни.
У валянні використовують особливості будови вовняних волокон (наявність луски на поверхні) та їхні фізико-механічні властивості (пластичність, високі пружність та розтягуваність, здатність скорочуватися, звиватися тощо).
В процесі валяння вовну (власне повсть) розпушують, замаслюють і змішують, з суміші утворюють вату, а з неї нашаровуванням готують основу за формою виробу.
Основу ущільнюють, просочують розчином сірчаної кислоти і звалюють, після чого вдаються до опоряджувальних операцій (шліфування і чищення ворсу, пресування тощо).
Способом валяння виготовляють сукно (з попередньо витканої на верстаті вовняної тканини), повсть, бурки, кошми, повстяні килими, пітники для сідел, валянці, повстяні черевики тощо.
Кустарні майстерні, в яких здійснювалося це виготовлення, носили назву валяльні (сукновальні, валюші).